# NGC 377
NGC 377 je galaksija u zviježđu Kit.

## Vanjske poveznice
- SEDS: NGC 377